# Rozkład Dirichleta
Rozkład Dirichleta – rodzina wielowymiarowych ciągłych rozkładów prawdopodobieństwa, sparametryzowana z wykorzystaniem K-elementowego wektora {\displaystyle {\boldsymbol {\alpha }}} dodatnich liczb rzeczywistych. Stanowi uogólnienie rozkładu beta dla zmiennej wielowymiarowej (wektora losowego).
Rozkład Dirichleta jest często wykorzystywany w statystyce bayesowskiej jako rozkład aprioryczny i faktycznie rozkład Dirichleta jest rozkładem sprzężonym rozkładu wielopunktowego i rozkładu wielomianowego. W efekcie funkcja rozkładu zwraca przekonanie, że prawdopodobieństwo {\displaystyle K} możliwych zdarzeń losowych wynosi {\displaystyle x_{i},} biorąc pod uwagę, że każde zdarzenie zostało zaobserwowane {\displaystyle \alpha _{i}-1} razy.
Wielowymiarowym uogólnieniem rozkładu Dirichleta jest proces Dirichleta.

## Definicja formalna

Wykres ilustruje jak zmienia się logarytm funkcji rozkładu kiedy i zmieniany jest wektor od (0,3, 0,3, 0,3) do (2,0, 2,0, 2,0), zachowując wszystkie równe sobie nawzajem.

Rozkład Dirichleta rzędu {\displaystyle K\geqslant 2} z parametrami {\displaystyle \alpha _{1},\dots ,\alpha _{K}>0} ma funkcję rozkładu prawdopodobieństwa w mierze Lebesgue’a dla przestrzeni euklidesowej {\displaystyle \mathrm {R} ^{K-1}} określoną zależnością:
{\displaystyle f(x_{1},\dots ,x_{K-1};\alpha _{1},\dots ,\alpha _{K})={\frac {1}{\mathrm {B} (\alpha )}}\prod _{i=1}^{K}x_{i}^{\alpha _{i}-1},}
na otwartym zbiorze {\displaystyle (K{-}1)}-wymiarowego sympleksu określonego jako:
{\displaystyle {\begin{aligned}&x_{1},\dots ,x_{K-1}>0\\&x_{1}+\ldots +x_{K-1}<1\\&x_{K}=1-x_{1}-\ldots -x_{K-1}\end{aligned}}}
oraz zero poza.
Stałą normalizującą jest wielomianowa funkcja B, którą można wyrazić w zależności od funkcji gamma:
{\displaystyle \mathrm {B} ({\boldsymbol {\alpha }})={\frac {\prod _{i=1}^{K}\Gamma (\alpha _{i})}{\Gamma \left(\sum _{i=1}^{K}\alpha _{i}\right)}},\qquad {\boldsymbol {\alpha }}=(\alpha _{1},\dots ,\alpha _{K}).}

## Nośnik
Nośnikiem rozkładu Dirichleta jest zbiór {\displaystyle K}-wymiarowych wektorów {\displaystyle {\boldsymbol {x}}} określonych liczbami rzeczywistymi w zakresie (0,1), tak więc {\displaystyle \|{\boldsymbol {x}}\|_{1}=1,} co znaczy, że suma wszystkich składowych jest 1. Mogą być one przedstawiane jako prawdopodobieństwa {\displaystyle K}-wymiarowego zdarzenia. Należy zauważyć, iż w praktyce zbiór punktów w nośnika dla {\displaystyle K}-wymiarowego rozkładu Dirichleta jest zamkniętym zbiorem {\displaystyle (K{-}1)}-sympleksów, znajdujących się w przestrzeni {\displaystyle K}-wymiarowej. Przykładowo dla {\displaystyle K=3} jest to trójkąt równoboczny zawarty w trójwymiarowej przestrzeni z wierzchołkami (1;0;0), (0;1;0) oraz (0;0;1), „dotykający” każdej z osi w odległości 1 od początku układu współrzędnych.